# دجاج الأندلسي

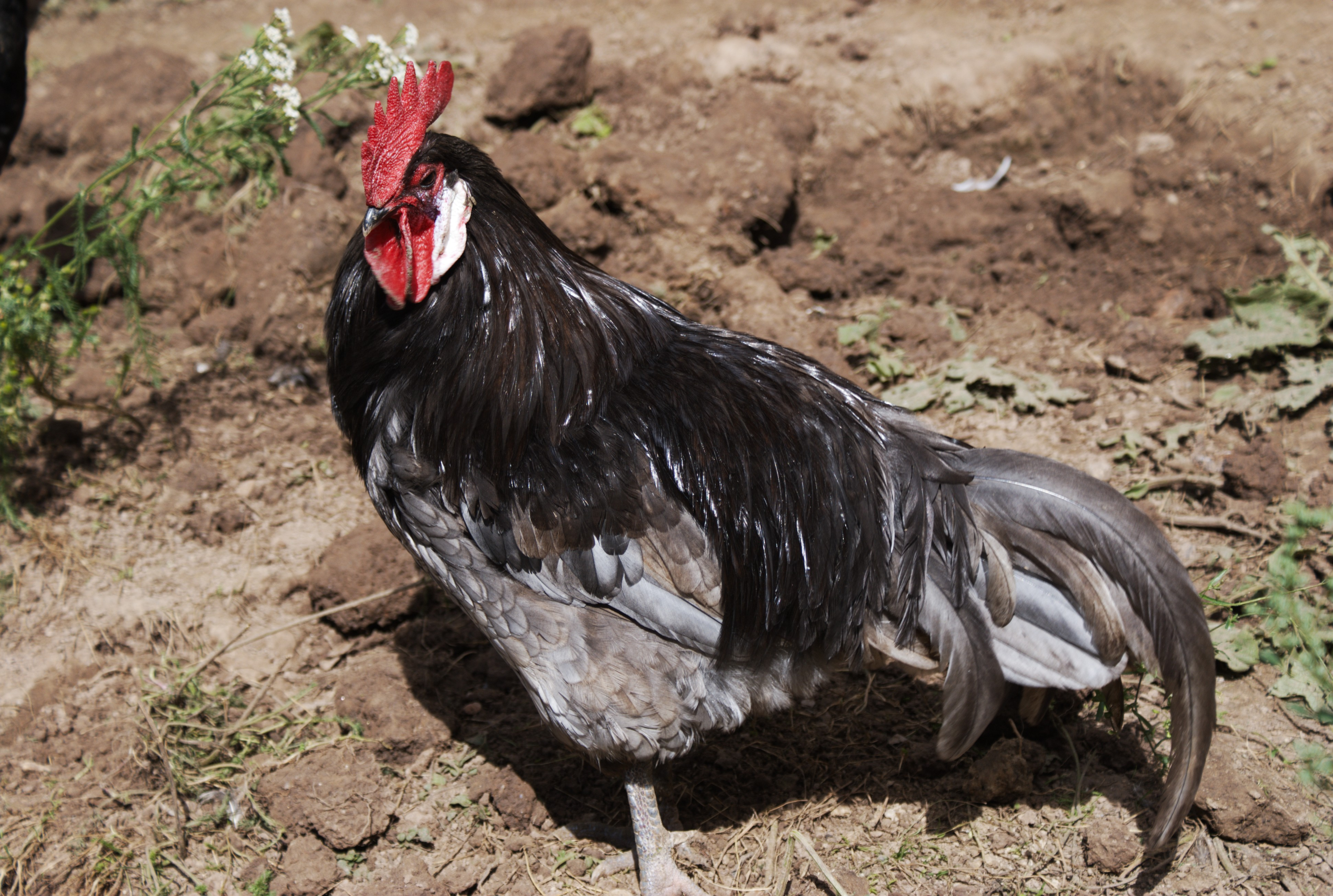
ديك الأندلسي الأزرق

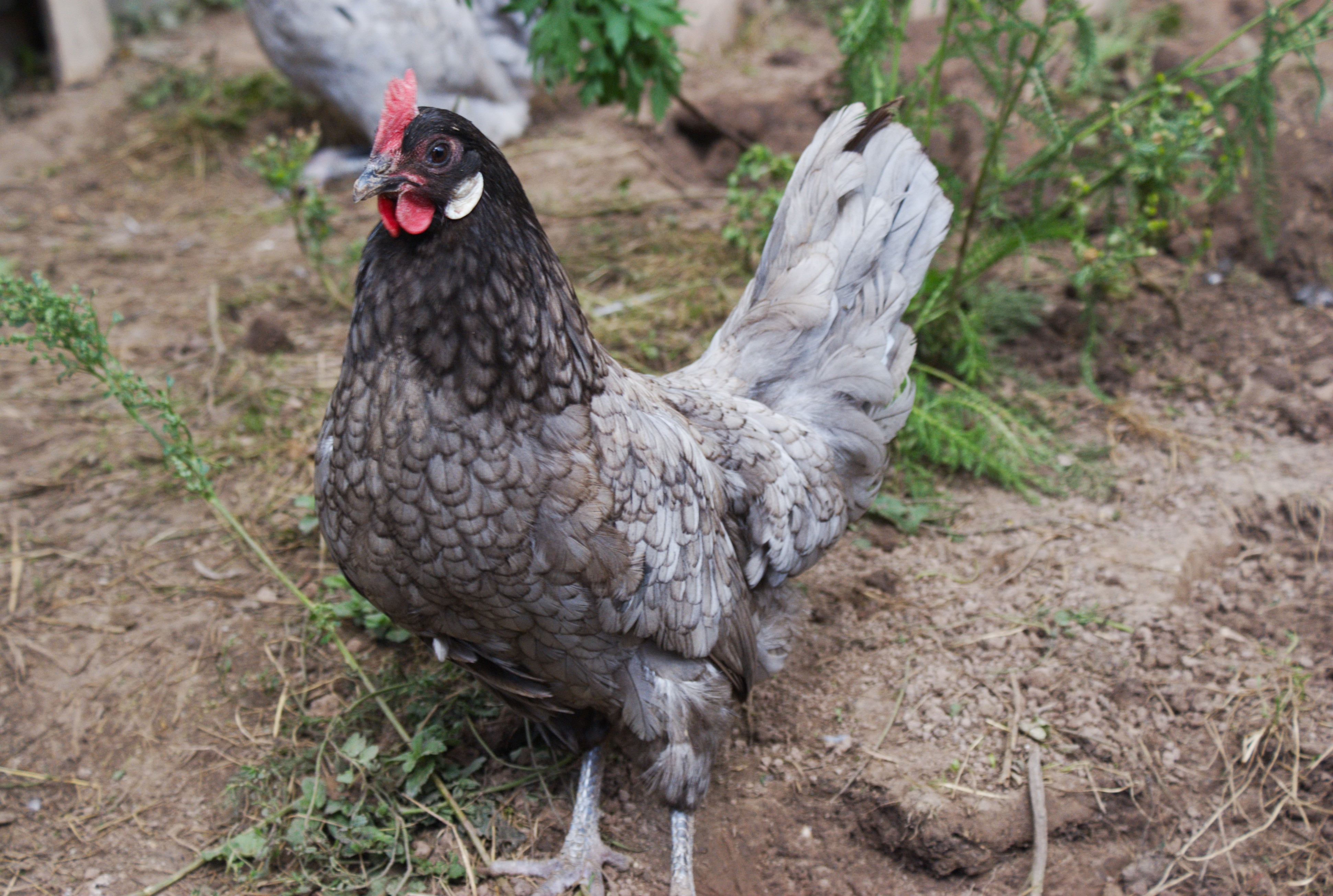
دجاجة الأندلسي الأزرق

الدجاجة الأندلسية أو ببساطة، الأندلسية أو الأندلسية الزرقاء، بالإسبانية: Andaluza Azul، هو سلالة من الدجاج المحلي الأصلي في منطقة الأندلس (أندالوسيا) المتمتع بالحكم الذاتي في جنوب غرب إسبانيا.
ينتشر في الكثير من المناطق الريفية في قرطبة وإشبيلية، ويتركز بشكل خاص في منطقة أوتريرا، التي تعتبر المعقل الأم لسلالة دجاج الأندلسي. في عام 2009، كان عدد الطيور يقدر بنحو 10.000 طائر كسلالة أندلسية خالصة.
تم تطوير نوع مختلف تمامًا عن دجاج الأندلسي، أكثر غمقا من حيث اللون الأزرق وله ريش أزرق اللون في إنجلترا، من الطيور المستوردة من الأندلس من خلال التربية الانتقائية والتهجين البيولوجي من خلال التزاوج المتبادل مع طيور أخرى من سلالات مختارة بعناية.

## الإنتاج
تضع دواجن الأندلسي حوالي 165 بيضة بيضاء في السنة، وزن البيضة حوالي 70-80 غرام. الدجاج الأبيض المربى للبيض يضع بيضا أكبر حجما من بين أنواع الدجاج.

## روابط ويكيبيدية
- دجاج سومبور كابوركا
- دجاج منورقة
- دجاج سلطان
- لحوم بيضاء
- دجاج ذات الرقبة العارية